# Planonasus parini
Espèce
Planonasus parini est une espèce de requins qui est connue dans l'océan Indien près de Socotra.